# Ceratomyrmex
Ceratomyrmex ellenbergeri
Genre
Espèce
Ceratomyrmex (la « fourmi-licorne ») est un genre fossile de fourmis ayant vécu au début du Crétacé supérieur (Cénomanien), il y a environ 98,79 millions d'années.
Quatre spécimens ont été découverts dans de l'ambre de Birmanie. Ils appartiennent tous à la même et unique espèce du genre, Ceratomyrmex ellenbergeri, décrite en 2016 par Vincent Perrichot (d), Bo Wang (d) et Michael S. Engel en 2016.
Ceratomyrmex  n'est qu'un genre de fourmis parmi plusieurs autres provenant de l'ambre de Birmanie : Burmomyrma, Camelomecia, Gerontoformica, Haidomyrmex, Linguamyrmex, Myanmyrma et Zigrasimecia,

## Étymologie
Elle doit son nom (Ceratomyrmex, « fourmi à corne ») à la « corne-spatule » qui se dresse sur sa tête.

## Description
Cette « corne » est recouverte de longues soies sur toute sa partie antérieure, auxquelles s'ajoute une brosse d'épines sur la partie terminale spatulée.